# Armatur
Eine Armatur (lateinisch armare „ausrüsten“) in Sanitärtechnik und Anlagenbau bezeichnet ein Bauteil zum Verändern und Steuern von Stoffströmen (Strömen von Fluiden), das insbesondere an Rohrleitungen und Behältern (Kesseln) für Gase und Flüssigkeiten verwendet wird.
Eine Mischarmatur hat meist drei oder vier Ein- und Ausgänge (Drei- oder Vier-Wege-Ventil) und dient zum kontrollierten Mischen von Stoffströmen.

## Ausführungen

### Absperrorgane
Ventile bewirken eine Querschnittverringerung oder den Verschluss einer Rohrleitung, indem sich ein Verschlusskörper axial auf einen entsprechend geformten Dichtungssitz zubewegt. Diese Bewegung wird entweder von außen gesteuert oder sie geschieht selbsttätig wie beim Rückschlagventil, das bei Umkehr der Strömungsrichtung den Durchfluss verhindert.
Im häuslichen Bereich wurden traditionell Tellerventile als Auslaufventile verwendet, bei denen die Durchflussöffnung durch einen flachen oder konischen Ventilteller verschlossen wird. Moderne Einhebelmischer regulieren den Durchfluss durch verschiebliche Keramikscheiben.
Absperrklappen steuern den Durchfluss durch Klappen, die an einer in der Klappenebene liegenden Achse drehbar gelagert sind.
Absperrschieber enthalten eine quer zur Durchflussrichtung verschiebbare Sperrscheibe, Kolbenschieber einen verschiebbaren Kolben.
Ein Hahn besitzt einen quer durchbohrten Zylinder oder einen länglichen Konus mit Bohrung, die rechtwinklig zur Strömungsrichtung um die Längsachse drehbar angeordnet sind. Wenn die Bohrung quer zur Fließrichtung steht, sperrt die Armatur. Durch Drehung von Zylinder oder Konus wird die Bohrung in Richtung des Stoffstroms ausgerichtet und die Armatur öffnet.
Kugelhähne besitzen eine durchbohrte Kugel anstelle von Zylinder oder Konus beim Kükenhahn.
Zu den manuell betätigten Absperr- und Steuer-Armaturen zählen:
- Wasserhahn, Kugelhahn, Zapfhahn
- Absperrklappe, Absperrhahn, Absperrschieber, Absperrventil, Strangabsperrventil, Ventil
- Schlauchquetschventil, z. B. auch für Stoffgemische und abrasive Medien
- Strangregulierventil, zur Feinregulierung des Strömungswiderstands, meist mit Anschlüssen zur Messung der Druckdifferenz

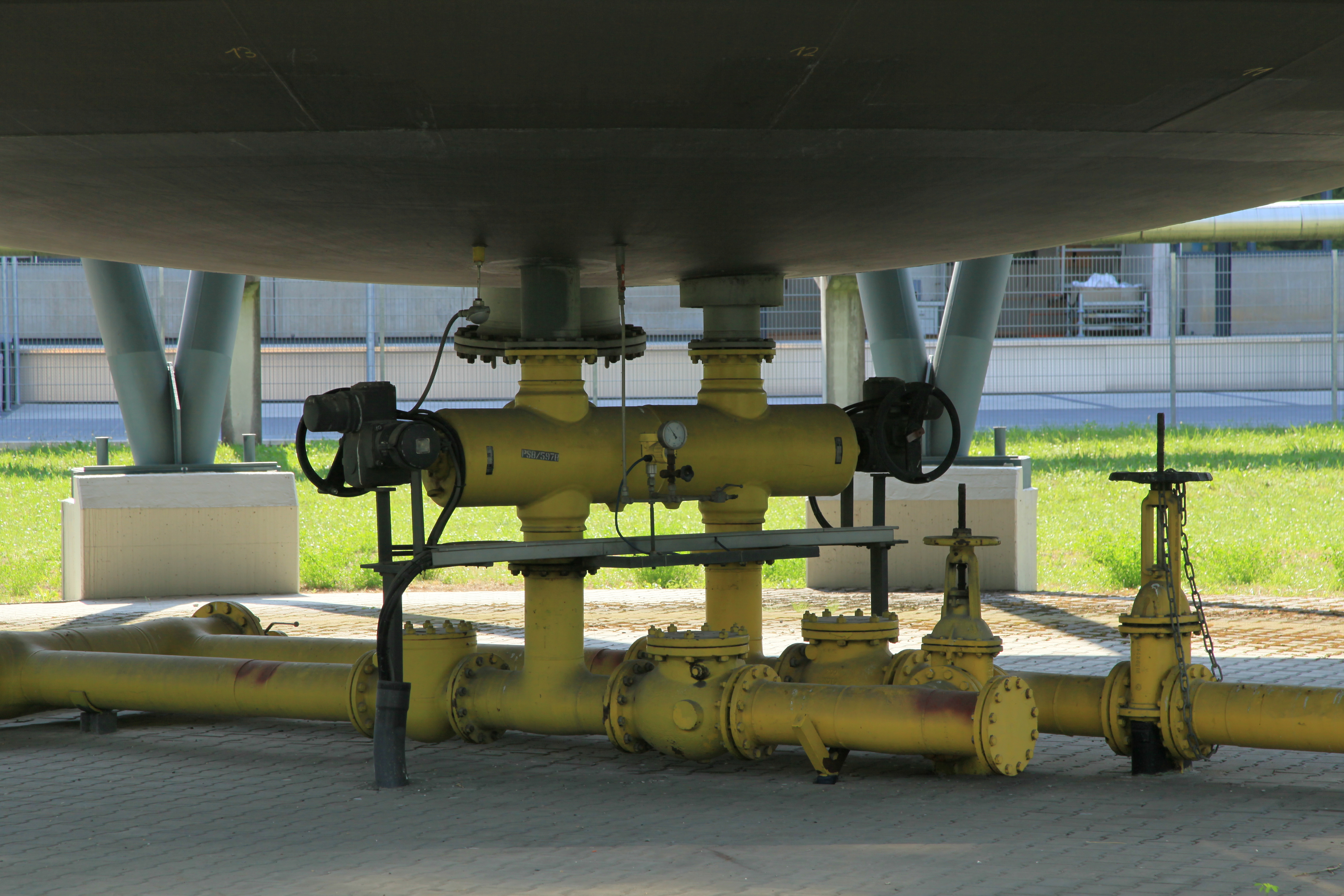
Armaturen unter einem Kugelgasbehälter

Demgegenüber sind Rückschlagklappen, Rückschlagventile, Rückflussverhinderer, Kugelventile und KFR-Ventile automatisch tätig und lassen das Medium nur in eine Richtung passieren.
Automatisch tätige Armaturen mit besonderen Aufgaben sind:
- Sicherheitsventile
- Aquastop
- Druckminderer
- Entlüfter
- Kondensatableiter

Armaturen für spezielle Anwendungen:
- Wasserführende Armatur bei der Feuerwehr
- Hydrant

Im weiteren Sinne werden auch andere Einbauten in Rohrleitungen als Armatur bezeichnet. Z.B.:
- Filter, Siebe
- Kompensatoren
- Messblenden
- Schaugläser
- Steckscheiben

Die Verbindung zwischen Armatur und Rohrleitungen geschieht traditionell durch Schraubverbindung oder durch eine lösbare Verschraubung per Überwurfmutter und metallischer Dichtung oder Flachdichtung. Vermehrt werden auch Armaturen angeboten, die für Quetsch-, Klemm- oder Steckverbindungen vorgesehen sind. Wenn besondere Anforderungen bestehen sowie bei größeren Rohrdurchmessern werden auch Flanschverbindungen verwendet.
Die Baulänge von Armaturen variiert stark. Für Europa sind Baulängen in der EN 558-1 definiert. Typische Baulängen für Absperrschieber sind zum Beispiel die Grundreihen 14 und 15.

### Auslaufarmaturen
Auslaufarmaturen im Haushalt werden umgangssprachlich traditionell als Wasserhahn bezeichnet. Kombinierte Warm- und Kaltwasser-Auslaufventile sind als Einhebel- oder Zweigriffarmaturen erhältlich und werden oft Mischbatterie genannt.

#### Typische Durchflussmengen
- Küchenarmatur im Haushalt: 4 bis 6 Liter Wasser pro Minute (unabhängig vom Wasserdruck)
- Küchenarmatur mit Zusatzfunktion für erhöhten Durchfluss ("Boost-Funktion"): im Bedarfsfall vorübergehend bis 8 Liter Wasser pro Minute
- Geräteanschlussarmatur (für Geschirrspüler oder Waschmaschine): bis 15 l/min
- Waschtischarmatur mit Drehgriff: 3,5 bis 6 l/min
- Dusch- und Wanneneinlaufarmatur: 9 l/min
- WC-Spülkästen: Nach Auslösen der Heberglocke fließen bei modernen Systemen einmalig 6 Liter Wasser, traditionell waren es 9 Liter. Bei einer Zweimengenspülung kann die Durchflussmenge auf 3 Liter begrenzt werden.

Die Durchflussmenge des Füllventils (Schwimmerventil) liegt je nach Wasserdruck meist zwischen 4 und 12 Litern pro Minute (0,05 und 0,2 l/s; nach DIN 19542 und DIN 1988-300 Tabelle 2 liegt der Berechnungsdurchfluss bei 0,13 l/s bei 0,5 bar Mindestfließdruck und DN 15).

#### Selbstschlussarmatur
- Sanitärarmaturen mit Laufzeitbegrenzung sollen den Durchfluss nach 10 – 15 Sekunden automatisch stoppen.
- Sensorarmaturen öffnen nur so lange, wie der Sensor aktiviert ist bzw. nach einer maximalen Nachlaufzeit von einer Sekunde.
- WC-Druckspüler schließen in der Regel nach 9 Sekunden Laufzeit
- Urinal-Druckspüler schließen nach rund 3 Sekunden.[2]

## Einsatzbereiche
Jede Armatur hat ihren Einsatzbereich entsprechend dem in der Rohrleitung vorherrschenden Druck und der Temperatur, der Größe der Rohrleitung, den Anforderungen der Dichtheit der Armatur, der Drosselung und der Richtung des Fluidstromes sowie des Mediums selbst.
In häuslichen Gasleitungen werden speziell abgedichtete, dem Gasdruck angepasste Armaturen, sogenannte Gashähne eingebaut; in Wasserleitungen entsprechende Absperrarmaturen oder Drosselventile, die umgangssprachlich „Wasserhähne“ genannt werden.

### Sicherheits-/ Sicherungsarmaturen in der Trinkwasserinstallation
Sicherheitsarmaturen nach DIN EN 806-1 oder DIN 3211 sind Kontrolleinrichtungen zur Verhinderung gefährlicher physikalischer Betriebsbedingungen wie zu hohe Drücke oder Temperaturen:
- ein Sicherheitsventil (Überdruckventil) begrenzt der Druck in Druckbehältern wie Heizkesseln oder Reaktoren
- eine thermische Ablaufsicherung (TAS) kühlt den Wärmetauscher eines Festbrennstoffkessel durch die Zuführung von Trinkwasser, wenn sich eine zu hohe Temperatur einstellt

Eine Sicherungsarmatur nach DIN EN 806-1 schützt die Trinkwasserqualität, indem sie den Rückfluss von Brauchwasser in das Leitungsnetz verhindert.
Hierzu gehören beispielsweise Rückflussverhinderer, Rohrtrenner, Rohrunterbrecher, Systemtrenner und Rohrbelüfter.

### Absperrung
Eine Erstabsperrung ist eine Armatur, welche in einem Rohrleitungsnetz die Trennung eines abzweigenden Rohrleitungsstranges ermöglicht. In der Nähe der Hauseinführung der Versorgungsleitungen befindet sich die Hauptabsperreinrichtung (HAE) des Hausanschlusses.

### Regelarmaturen
Druckminderer reduzieren den Fließdruck in einer Rohranlage, meist um empfindliche Anlagenkomponenten vor Druckstößen und -schwankungen zu schützen.
Strangregulierventile helfen beim hydraulischen Abgleich von Rohranlagen mit mehreren Strängen, die alle mit einem definierten Volumenstrom versorgt werden sollen. Um einen möglichst geringen Druckabfall zu erzeugen, bieten sich für diese Aufgabe (Absperr-)Schieber, Kolbenschieber, (Absperr-)Klappe und Schrägsitzventile an. Kugel- und Kükenventile würden sich eignen, lassen jedoch keine präzise Regulierung des Volumenstroms zu.
Differenzdruck-Überstromventile bewahren ungeregelte Pumpen und Heizkessel vor zu geringem Durchfluss, indem sie eine Umgehungsleitung öffnen, wenn der Druck im Hauptstrang zu stark ansteigt.

## Antriebe

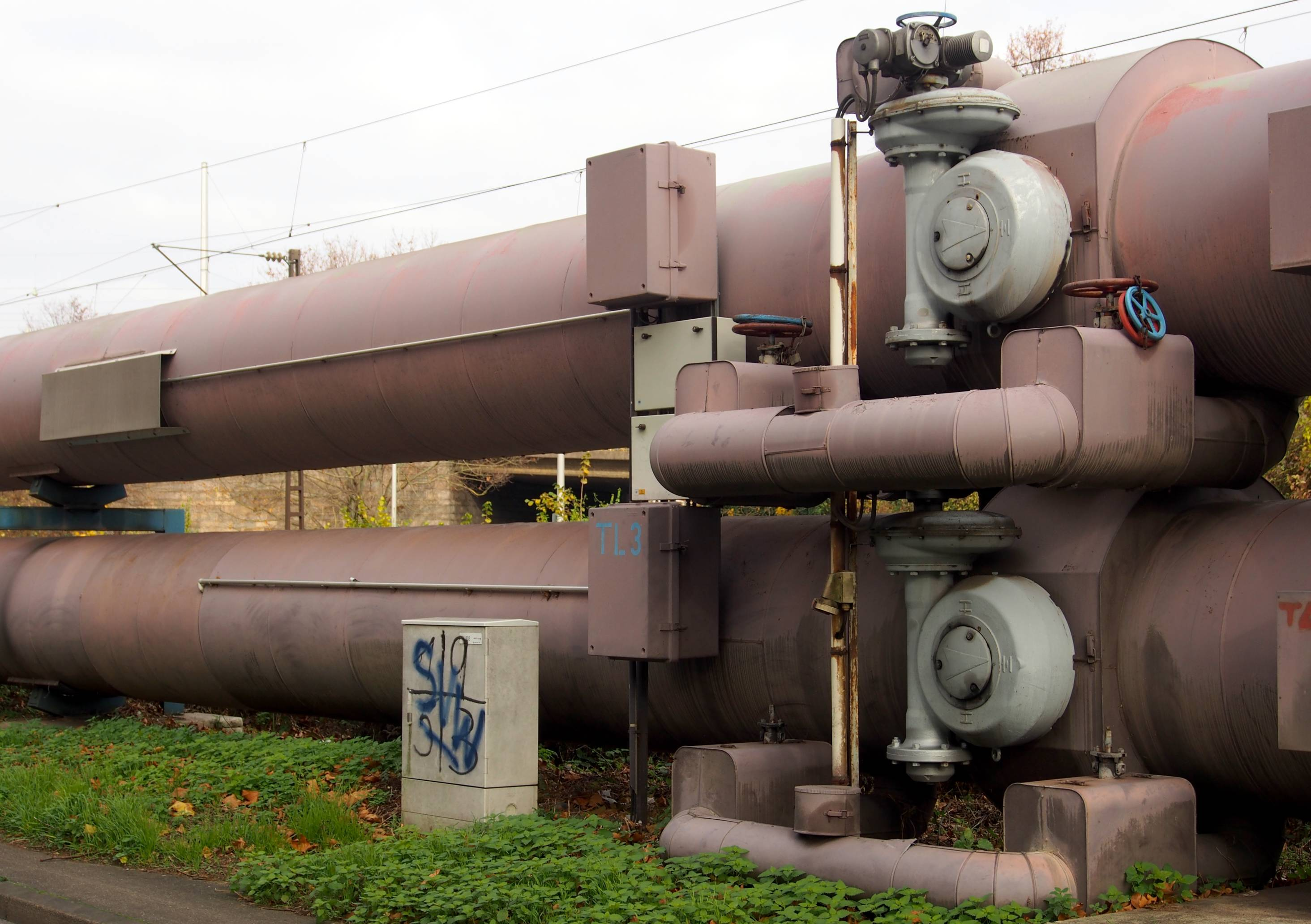
Maschinell betätigte Absperreinrichtungen mit handbetätigtem Bypass

Armaturen können manuell von Hand, wie beim häuslichen Wasserhahn, durch den Einsatz von Luftdruck (pneumatisch) oder Flüssigkeitsdruck (hydraulisch), sowie elektrisch über Magneten oder Motoren betätigt werden. Bei Rückschlagarmaturen bewirkt der Fluidstrom in der Rohrleitung ein selbständiges Schließen des Ventils.

## Materialien
Der Armaturenkörper wird oft als Gusskonstruktion ausgeführt und aus Rotguss hergestellt, da dieser Werkstoff leicht bearbeitbar sowie weitgehend korrosionsbeständig ist, Bakterienwachstum nicht fördert und bei niedrigen Temperaturen nicht versprödet. Rotguss ähnelt in seiner Legierungszusammensetzung der Bronze.
Einfache Armaturenkörper können als Zerspanungskonstruktion gefertigt werden und bestehen dann häufig aus Messing. Messing ist fester als Rotguss, jedoch weniger beständig gegenüber aggressiven Inhaltsstoffen, die in manchen Gegenden im Trinkwasser enthalten sein können.
Im häuslichen Bereich werden Armaturen aus Messing oder Rotguss oft verchromt oder vernickelt.
Größere Armaturen für den industriellen Einsatz werden auch aus Stahlguss gefertigt und mit einem Überzug aus Epoxidharz oder Emaille vor Korrosion geschützt.
Zur Anwendung mit korrosiven Medien kommen auch Armaturen aus rostfreiem Stahl sowie Kunststoffen (z. B. Hart-PVC) gefertigt.

## Baugrößen
Die Nennweite wird mit der Abkürzung "DN" gekennzeichnet. Bei Armaturen mit zölligem Gewindeanschluss werden auch noch die früher üblichen Zollmaße angegeben.
Von der Nennweite kann nicht unbedingt auf den Strömungswiderstand der Armatur geschlossen werden. Auch ähnlich aussehende Armaturen gleicher Baugröße können einen stark voneinander abweichenden freien Querschnitt haben.
Die genauen Werte können nur der Dokumentation des Herstellers entnommen werden.
Bei Hähnen und Schiebern kann der freie Querschnitt oft in geöffneter Stellung beurteilt und gemessen werden. Aufgrund der Umlenkung des Stoffstromes ist dies bei Ventilen nicht möglich.

## Kennzeichnung und Abkürzungen
Übliche Kennzeichnungen auf Armaturen:
- 1/4", 3/8", 1/2", 3/4", 1", 1 1/4", 1 1/2" etc. – herkömmliche Kennzeichnung der Nennweite, je nach Zusammenhang auch Größe des Anschlussgewindes
- DN – Nennweite, z. B. DN10, DN12, DN15, DN20, DN25, DN32, DN40, … (Reihenfolge und Maße entsprechen ungefähr den oben genannten zölligen Nennweiten)
- DVGW – vom DVGW zur Anwendung in der Gas- bzw. Trinkwasserinstallation freigegeben
- KIWA – vom KIWA freigegeben (ehemals Keuringsinstituut voor Waterleidingartikelen), einem Anbieter von Zertifizierungen und Überprüfungsservices in der Gas-, Energie-, Trinkwasser- und Produktionssicherheit
- OV – Kurzzeichen des Herstellers Oventrop
- HFF - Hersteller Hage Fittings und Flanschen (Aalberts N.V. Übernahme)[6]
- STC - Hersteller Starfit China
- PN – Druckstufe, d. h. zulässiger Druck im typischen Einsatzbereich, je nach Temperatur und Anwendungsfall kann sich ein höherer oder niedrigerer Höchstdruck ergeben

Art der Armatur:
- AP – zur Aufputz-Montage
- KRV – Kombi-Rückflussverhinderer, d. h. Rückflussverhinderer in Kombination mit einer Absperrarmatur (z. B. Schrägsitzventil)
- RV – Rückflussverhinderer
- UP – zur Unterputzmontage

Material:
- Rg – Rotguss
- Ms – Messing
- V2A, V4A – rostfreier Stahl